# 加林娜·库利科娃
加林娜·维尼阿米诺芙娜·库利科娃（俄语：Галина Вениаминовна Куликова；1935年2月13日—），俄罗斯漢學家。现任俄中友好协会第一副主席。

## 经历
1952年进入莫斯科东方研究所中文系。1954年被调入国立国际关系学院。1957年在莫斯科世界青年與學生聯歡節担任中文翻译，后被派往苏联驻中国大使馆实习。1958年毕业于莫斯科国立国际关系学院。1960年3月被邀请进入蘇聯與外國文化關係協會工作，担任苏中友好协会中央委员会副书记。
1963年至1965年任苏联青年组织委员会执行秘书。1965年，再次回到对外友好与文化联络协会联合会工作，担任联合会东方社会主义国家部主任，并同时担任苏中友好协会中央管理局执行秘书。1989年起先后任苏联、俄罗斯驻华使馆参赞，负责两国民间交流和青年、文化等工作。曾获得“俄罗斯苏维埃联邦社会主义共和国功勋文化工作者”荣誉称号。
2001年至2003年，担任俄罗斯联邦外交部“俄罗斯国际科学与文化合作中心”主席助理。2003年起，为俄罗斯科学院远东所高级研究员，同时担任俄中友好协会第一副主席。
2012年10月，在俄罗斯科学院远东所中国厅举行新书《俄罗斯-中国：民间外交》发布会。
2019年9月30日，为感谢其为发展中俄民间友好以及增进两国人民友谊作出杰出贡献，中国政府授予其中华人民共和国友谊勋章。

## 荣誉

### 国内奖勋
- 苏联
  -  开垦处女地奖章（1956年颁发）[8]
  -  共青团中央荣誉证书（俄语：Почётная грамота ЦК ВЛКСМ）（1956年颁发）[8]
  - 俄罗斯苏维埃联邦社会主义共和国功勋文化工作者（1985年颁发）[9]
- 俄羅斯
  - 俄罗斯联邦政府荣誉证书（俄语：Почётная_грамота_Правительства_Российской_Федерации）（2009年颁发）

### 外国奖勋
- 中华人民共和国
  -  友谊勋章（2019年9月30日颁发于北京）[4]